# Tapajós (proposta de unidade federativa)

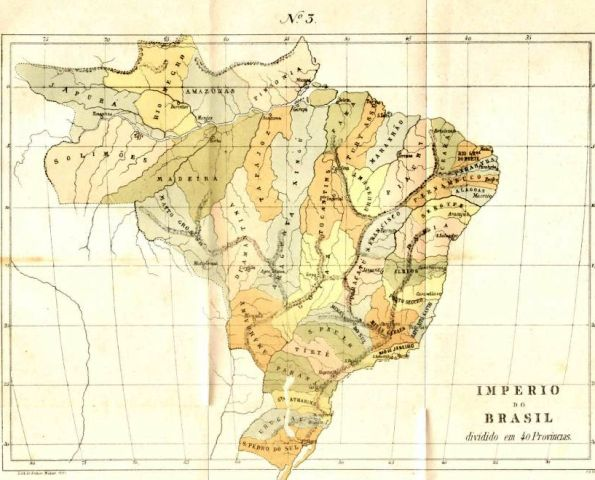
Províncias Tapajós, projeto de 1880, elaborado pelo major Augusto Fausto de Sousa.

O Tapajós é uma proposta separatista no estado do Pará, mais especificamente, das regiões do Baixo Amazonas e do sudoeste paraense. A capital proposta para o estado é Santarém, que segundo o IBGE possui 306 480 habitantes (2020). A região conta ainda com uma universidade federal, a Universidade Federal do Oeste do Pará (UFOPA), sediada na cidade de Santarém. A região proposta é detentora de um dos índices sociais mais baixos do país.
A primeira proposta de criação surgiu em 1880, pelo major Augusto Fausto de Sousa, quando elaborou o mapa denominado Império do Brasil dividido em 40 Províncias, apresentando-o ao Instituto Histórico e Geográfico Brasileiro, do qual era membro. 

## Primeiro movimento (2011)
Coordenado pelo Movimento Pelo Plebiscito e Criação do Estado do Tapajós, juridicamente constituído e com apoio maciço da população local. O projeto foi posto na Mesa do Plenário, com pedido de urgência do deputado federal José Priante foi aprovado no dia 31 de maio de 2011.[carece de fontes?]

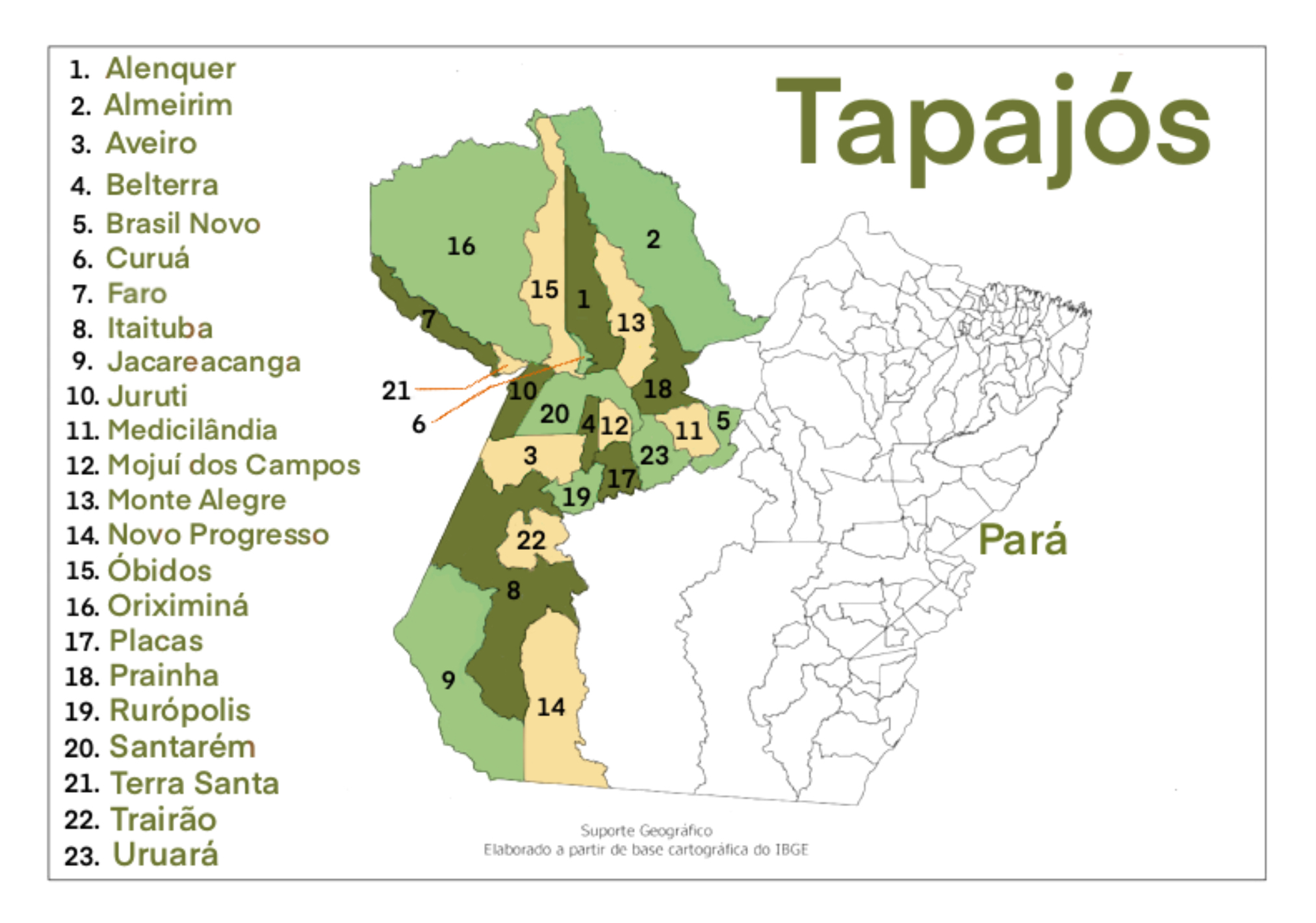
Mapa que mostra os nomes dos municípios incorporados ao estado de Tapajós.

O projeto aprovado também fixava um prazo de dois meses para o pronunciamento da Assembleia Legislativa do Pará. O plebiscito deverá ser realizado pelo Tribunal Regional do Pará, no prazo de seis meses da promulgação das normas. A convocação do plebiscito é passo fundamental para a criação de um novo estado. Somente com o aval da população dos municípios diretamente envolvidos, é possível dar continuidade ao processo, com a consulta da assembleia do estado a ser desmembrado e a aprovação, pelo Congresso, de uma lei complementar instituindo o novo estado.

No dia 31 de maio de 2011 o Senado Federal aprovou a realização de plebiscito para consultar a população do Pará a respeito da divisão do território do estado para a criação de outra unidade da federação, denominada Tapajós. O substitutivo ao PDS 19/99 prevê a criação de Tapajós a partir da desintegração de 27 municípios paraenses da parte oeste do Pará, que juntos, possuíam PIB estimado em R$ 19 bilhões de reais.

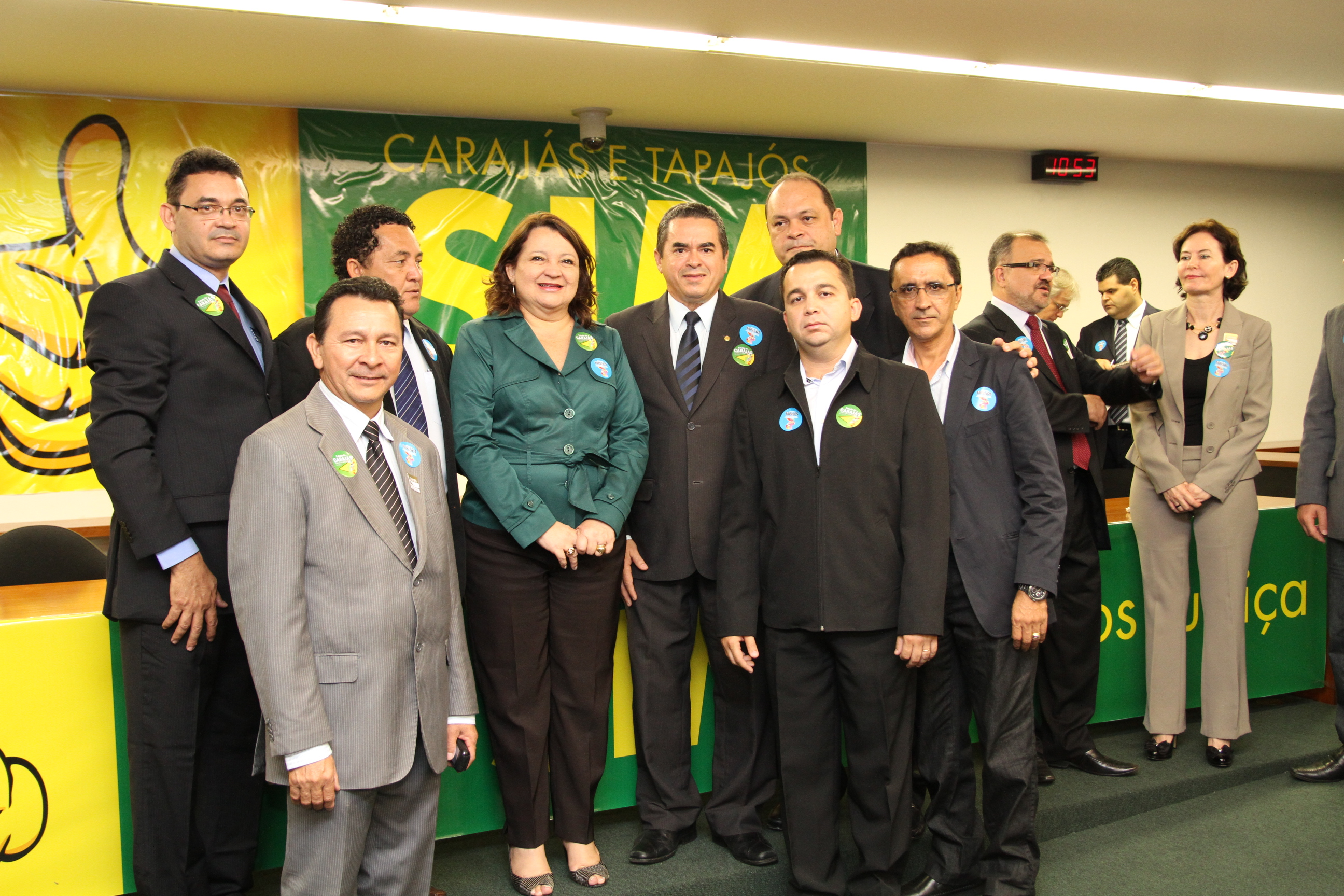
Líderes separatistas apresentando a proposta no Congresso Nacional

### Plebiscito
No período que se seguiu a aprovação do plebiscito no congresso, se realizaram intensos debates sobre a proposta tendo como foco o esclarecimento e o convencimento, tanto a favor do projeto, quanto contra. Em 11 de novembro iniciou-se a propaganda gratuita no rádio e na televisão sobre o plebiscito no estado do Pará, conforme determina a Resolução nº 23.354/2011 aprovada pelo TSE. O período de propaganda foi encerrado no dia 7 de dezembro, três dias antes do Plebiscito.
A consulta plebiscitária ocorreu em 11 de dezembro de 2011, sendo que o projeto de divisão foi rejeitado nas urnas com ampla margem de diferença. Na capital do estado, Belém, o não à criação do estado de Tapajós chegou a 93,88% dos votos. Já na possível capital do novo estado, Santarém, o apoio à divisão do Pará foi maciço. Em Santarém, 97,78% dos eleitores que compareceram às urnas votou a favor da criação de Carajás (que também se consultava no escrutínio) e 98,63% a favor da criação de Tapajós.

### Pós plebiscito
Como esperado pelos cientistas políticos, o movimento de emancipação de Tapajós não se findou com o resultado negativo no plebiscito, e acabou por criar mais animosidades entre a região separatista e a região de Belém. Novos meio de pleitear a emancipação surgiram, entre elas o Projeto de Lei de Iniciativa Popular (PLIP), que prevê a coleta de assinaturas objetivando a elaboração de Projeto de Lei de criação de um novo estado.

## Segundo movimento (2019)
Em 2019, foi protocolado na Comissão de Constituição e Justiça (CCJ) do Senado um novo pedido de divisão do estado do Pará, sendo que somente o estado de Tapajós foi proposto. O projeto teve parecer favorável do relator na CCJ em Novembro de 2021. Caso seja aprovado, seguirá para análise na Câmara dos Deputados. Nessa proposta, houve a retirada de 4 municípios que estavam no primeiro movimento de 2011 e votaram contra a criação do novo estado no Plebiscito de 2011: Altamira, Porto de Moz, Senador José Porfírio e Vitória do Xingu.
No atual projeto são 23 municípios propostos para compor o possível futuro estado, sendo eles:
- Alenquer
- Almeirim
- Aveiro
- Belterra
- Brasil Novo
- Curuá
- Faro
- Itaituba
- Jacareacanga
- Juruti
- Medicilândia
- Mojuí dos Campos
- Monte Alegre
- Novo Progresso
- Óbidos
- Oriximiná
- Placas
- Prainha
- Rurópolis
- Santarém
- Terra Santa
- Trairão
- Uruará

## Viabilidade

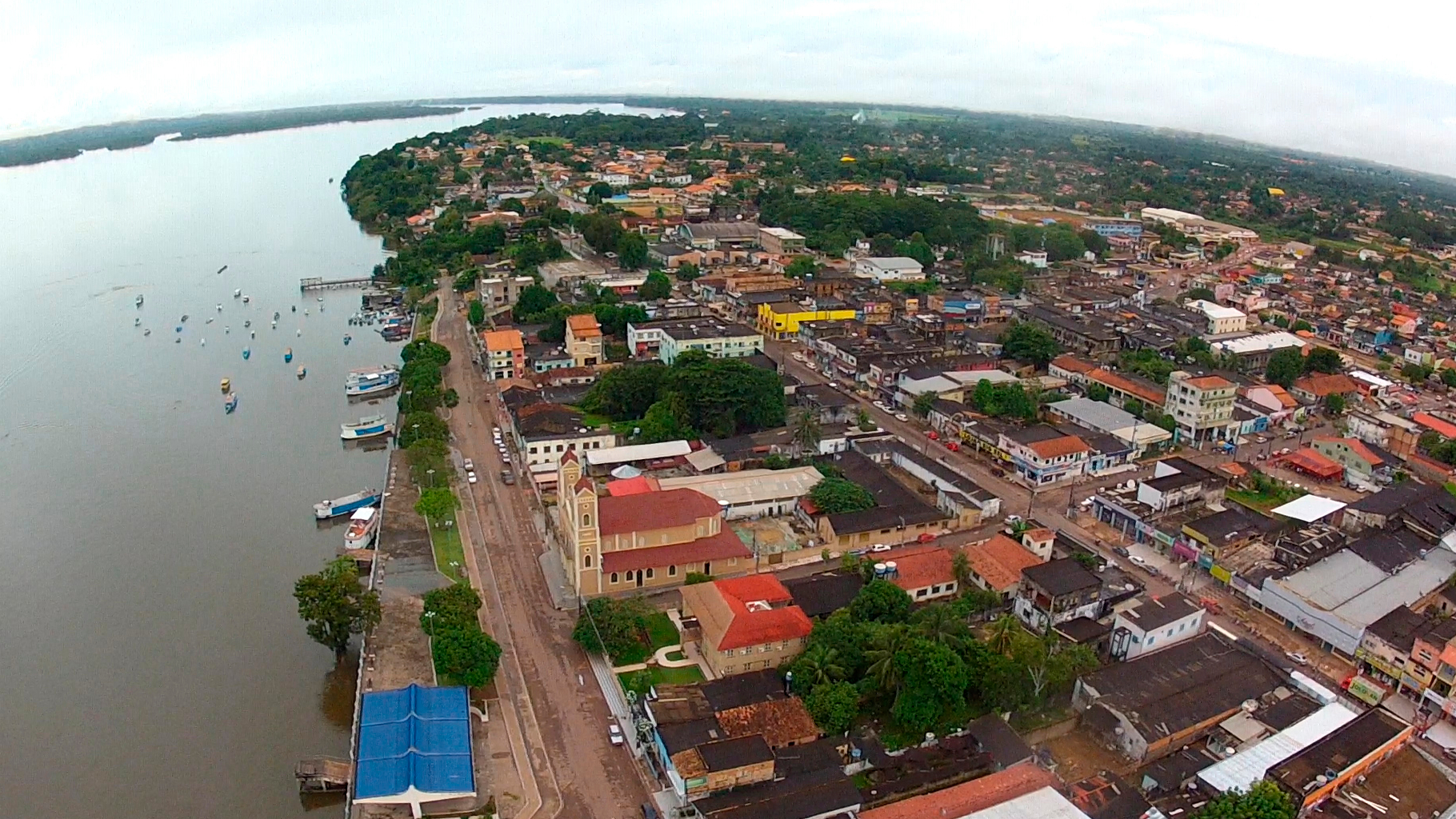
Vista de Itaituba, terceira maior cidade do possível estado.

De acordo com estudos do Instituto de Pesquisa Econômica Aplicada (IPEA) (órgão responsável por estudos sócio-econômicos), sobre a viabilidade do novo estado, o custo econômico total da nova unidade federativa seria de R$ 832 milhões anuais.
O estudo prevê elevação dos gastos públicos estaduais no Tapajós, em cerca de 98%, comprometendo cerca de 35% do produto estadual. O custeio da máquina pública em relação ao PIB do Tapajós seria então superior a média nacional, que é de cerca de 12,74%, o que torna o projeto pouco viável.